# MRE-Netzwerk
Ein MRE-Netzwerk ist eine regional organisierte Gruppe zum Austausch verschiedener Institutionen des Gesundheitswesens über multi-resistente Erreger sowie zur Erarbeitung lokaler Strategien der epidemiologischen Überwachung des Aufkommens und der Ausbreitung solcher Keime. Die Gründung der MRE-Netzwerke, die es in jedem deutschen Bundesland gibt, geht auf eine Initiative der Arbeitsgemeinschaft der obersten Landesgesundheitsbehörden im Jahr 2006 zurück. Dementsprechend werden die einzelnen MRE-Netzwerke der Bundesländer, unabhängig von ihrer dortigen Struktur, in der Regel von regionalen Gesundheitsämtern geleitet.

## Geschichte
Zu den häufigsten Komplikationen, die einen Patienten im Krankenhaus oder anderen medizinischen und pflegerischen Einrichtungen betreffen, gehören Infektionen mit multiresistenten Erregern (MRE). Im Jahr 2006 legte die AG Infektionsschutz der von der Gesundheitsministerkonferenz beauftragten Arbeitsgemeinschaft der obersten Landesgesundheitsbehörden ein Strategiepapier vor, in dem ein deutschlandweites Netz von Arbeitsgruppen zum Austausch über die Verbreitung des Multiresistenten Staphylococcus aureus. Später wurde die Zuständigkeit auf weiter resistente und andere problematische Erreger ausgedehnt.

### Struktur
Es gibt derzeit mehr als 100 MRE-Netzwerke in Deutschland. Ihre Arbeit wird in der Regel auf Landesebene koordiniert, aber es gibt auch Gruppen, die länderübergreifend arbeiten:

#### Baden-Württemberg
- MRE-Netzwerk Baden-Württemberg, fasst mehrere lokale Netzwerke zusammen, die zentral durch das Landesgesundheitsamt Baden-Württemberg in Stuttgart koordiniert werden[2]

#### Bayern
- LARE Bayerische Landesarbeitsgemeinschaft resistente Erreger, ein in 2008 gegründetes landesweites Netzwerk, unter Leitung des Bayerischen Landesamtes für Gesundheit und Lebensmittelsicherheit[3]

#### Berlin
- MRE-Netzwerk Berlin und MRE Netzwerk Krankenhaushygiene der Berliner Bezirke, angesiedelt am Gesundheitsamt des Bezirksamts Tempelhof-Schöneberg[4]

#### Brandenburg
- Hygiene Netzwerk Brandenburg, ein regional organisiertes Netzwerk, das sich aus den Landesregionen Nord (vier Landkreise), Süd (drei Landkreise und die kreisfreie Stadt Cottbus), Ost (drei Landkreise und die kreisfreie Stadt Frankfurt an der Oder) und West (drei Landkreise und die kreisfreien Städte Potsdam und Brandenburg) zusammensetzt[5]

#### Bremen
- MRE-Netzwerk Land Bremen, wurde im Jahr 2009 als MRSA-Netzwerk Land Bremen gegründet und 2014 umbenannt, wobei sich auch die Kompetenzen auf weitere Erreger erweiterten[6]

#### Hamburg
- MRE-Netzwerk Hamburg, im Jahr 2011 gegründet und durch das Gesundheitsamt Nord geleitet[7]

#### Hessen
- MRE-Netzwerk Rhein-Main, umfasst neben sechs Landkreisen auch die Großstädte Frankfurt am Main, Wiesbaden und Offenbach am Main und wird von neun Gesundheitsämtern koordiniert[8]
- MRE-Netzwerk Rhein-Neckar, ein länderübergreifendes Netzwerk von Institutionen aus mehreren Landkreisen in Hessen, Rheinland-Pfalz und Baden-Württemberg
- MRE-Netzwerk Nord- und Osthessen, wurde im Jahr 2012 gegründet und wird durch das Gesundheitsamt Kassel moderiert[9]
- MRE-Netzwerk Mittelhessen, umfasst sechs Landkreise und die Gießener Justus-Liebig-Universität.[10] Das Netzwerk koordiniert sich mit den anderen hessischen MRE-Netzwerken auf einer jährlich stattfindenden Fachtagung.
- MRE-Netzwerk Südhessen, umfasst vier Landkreise sowie die Stadt Darmstadt und gründete sich im Jahr 2012[11]

#### Mecklenburg-Vorpommern
- MRE-Netzwerk Mecklenburg-Vorpommern, das größte MRE-Netzwerk des Bundeslandes ist als gemeinnütziger Verein unter dem Namen KOMPASS e. V. strukturiert und vereint drei Landkreise[12]
- Rostocker Initiative multiresisente und Problemerreger (ROSIMP), ist an der Universität Rostock angesiedelt[13]

#### Niedersachsen
- Projekt MRE-Netzwerke in Niedersachsen, wurde im Jahr 2009 als „MRSA-Netzwerke in Niederqsachsen“ gegründet und 2017 umbenannt[14], koordiniert die Arbeit von elf Netzwerken, beispielsweise MRE-Netzwerk Osnabrück und MRE Netzwerk Delmenhorst[15]

#### Nordrhein-Westfalen
- MRE-Netzwerk Rhein-Ahr, kooperiert mit dem Universitätsklinikum Bonn und fasst die Netzwerke von insgesamt sieben Landkreisen zusammen – zwei davon aus dem Bundesland Rheinland-Pfalz, zudem die der Städte Köln, Bonn, Leverkusen und Euskirchen[16]
- MRE-Netzwerk Ostwestfalen-Lippe, wurde 2009 gegründet, koordiniert die Netzwerkarbeit in sechs Landkreisen sowie der Stadt Bielefeld  und kooperiert seit 2021 mit der Medizinischen Fakultät Ostwestfalen-Lippe der Universität Bielefeld[17]

#### Schleswig-Holstein
- Gemeinsam gegen multiresistente Erreger in Schleswig Holstein, MRE Netzwerk Schleswig Holstein koordiniert mehrere MRE-Netzwerke auf kommunaler Ebene, beispielsweise die „Arbeitsgemeinschaft Multiresistente Erreger“ in Kiel oder das MRE Netzwerk Stormarn, das durch den Fachdienst Gesundheit des Landkreis Stormarn geleitet wird[18]

#### Sachsen
- MRE Netzwerk Sachsen, umfasst die regionalen Netzwerke in zehn Landkreisen sowie in den Städten Dresden, Leipzig und Chemnitz[19]

#### Sachsen-Anhalt
- HYSA Netzwerk Hygiene in Sachsen-Anhalt, wurde in 2010 gegründet und koordiniert Netzwerke von zehn Landkreisen sowie der Stadt Halle[20]

#### Thüringen
- MRE Netzwerk Thüringen umfasst die Netzwerke von zwölf Landkreisen sowie der Städte Weimar, Jena und Gera[21]

### Koordination
Mitglieder der Netzwerke sind Krankenhäuser und Rehabilitationskliniken sowie ambulante Pflege- und Rettungsdienste, Arztpraxen, Pflegeheime und ambulante medizinische Einrichtungen. Die Koordnation der MRE-Netzwerke ist Aufgabe des öffentlichen Gesundheitsdienstes und obliegt somit in der Regel den jeweiligen kommunalen Gesundheitsämtern. Die einzelnen Leitungen der verschiedenen Netzwerke sprechen sich auf Bundesebene ab, wobei ihre Arbeit vom Robert Koch Institut unterstützt wird.